# 赵杞 (宋朝)
景王趙杞（1104年—1138年），宋朝宗室。
宋朝第八代皇帝宋徽宗赵佶的第六子，母乔贵妃，崇寧三年（1104年）八月出生，十一月賜名趙杞，授武安軍節度使、檢校太尉，封冀國公。大觀二年（1108年）正月，改任山南東道，加開府儀同三司，進封文安郡王。政和三年（1113年）正月，正三公官名，改授檢校太保。重和二年（1119年）正月，改太保，護國、武昌軍，進封景王。靖康元年，授荆南、镇东军节度使，迁太傅。1127年，宋钦宗遣他到金营充当贺正旦使。回来后，又随皇帝幸青城。太上皇（宋徽宗）出郊，赵杞日侍左右，衣不解带，食不食肉，太上皇制发愿文，陈述祈天请命之意，以授赵杞。赵杞顿首而泣。到金人北迁宋室之时，赵杞须发尽白。赵杞于1131年九月在五国城生下儿子赵成章。

## 妻妾
妾郡君曹氏。

## 子女
女：趙含玉，靖康之變被俘，嫁給韩昉的兒子。

## 延伸阅读
[在维基数据编辑]
 《宋史/卷246》，出自脱脱《宋史》